# コニカミノルタプラザ
コニカミノルタプラザ（英語表記：KONICA MINOLTA PLAZA）は、東京都新宿区にあったギャラリー。コニカミノルタの前身である小西六写真工業が銀座に1954年に設立した自社ギャラリーが始まりである。2017年（平成29年）1月23日に閉館した。

## 年表
- 1954年（昭和29年） - 銀座に自社ギャラリー開館
- 1988年（昭和63年） - 新宿東口に移転
- 1993年（平成5年）- 新宿高野ビル4Fに移転
- 2017年（平成29年） - 閉館。